# Оградна
Оградна (болг. Оградна) — село в Болгарии. Находится в Смолянской области, входит в общину Неделино. Население составляет 178 человек.

## Политическая ситуация
В местном кметстве Оградна, в состав которого входит Оградна, должность кмета (старосты) исполняет Андрей  Асенов Карабов (Болгарская социалистическая партия (БСП)) по результатам выборов правления кметства.
Кмет (мэр) общины Неделино — Илия Петров Вылчев (Болгарская социалистическая партия (БСП)) по результатам выборов в правление общины.